# Bundang-gu
Bundang-gu (umgangssprachlich häufig Bundang) ist der bevölkerungsreichste und flächengrößte Stadtbezirk Seongnams in der Provinz Gyeonggi-do. Bundang wurde in den 1990er Jahren als erste umfangreiche Planstadt Südkoreas gleichzeitig mit Ilsan New Town entwickelt. Bundang wurde errichtet, um die Hauptstadt Seoul, insbesondere den Stadtteil Gangnam, von der übermäßigen Bevölkerung zu entlasten, und die chronisch überteuerten Wohnungspreise zu stabilisieren. Doch anders als geplant, übernahm Bundang die wohlhabende Bewohnerschicht und entwickelte sich als „zweites Gangnam“. Zur Anfangsphase wurde die Stadt häufig als Bundang-Shindoshi (분당 신도시, Planstadt Bundang) bezeichnet.
Aufgrund der schnellen Erreichbarkeit Bundangs von Gangnam aus mit der Seouler Metro (Suin-Bundang- und Shinbundang-Line) oder per Pkw über die Autobahn (Expressway 1, 171, Expressway Bundang-Naegok und Expressway Bundang-Suseo) ist Bundang ein beliebter Wohnort für Pendler mit einem Arbeitsplatz in Seoul. Wegen der günstigen Lage, der angenehmen Umgebung und der ausgebauten Infrastruktur ist Bundang aktuell ein sehr wohlhabender und begehrter Ort mit hohen Wohnungspreisen. Auch dient der Stadtbezirk als Vorbild und Maßstab für viele nachfolgenden Planstadtprojekten in Sudogwon und landweit.
Während das erste Ziel der Entwicklung Bundangs die Errichtung von Wohnmöglichkeiten war, ist Bundang mittlerweile auch zu einem Standort führender IT-Unternehmen Südkoreas wie z. B. Naver und KT geworden. Besonders das Technovalley im Stadtviertel Pangyo beherbergt verschiedene Softwareunternehmen, wie z. B. KakaoTalk, Samsung Techwin, AhnLab, Nexon, NCsoft und Hancom.
Bundang grenzt an die Nachbarstädte Yongin, Gwangju und Uiwang. Wegen seiner Lage inmitten der wichtigsten Verkehrsachse zwischen Seoul und der südlichen Sudogwon-Region nimmt die wirtschaftliche Funktion Bundangs ständig zu. Zudem werden zu Bundang angrenzende Stadtteile anderer Städte zu ähnlichen Planstädten ausgebaut. Der Stadtbezirk Suji-gu von Yongin, die Planstadt Gwanggyo zwischen Yongin und Suwon sind ein solches Beispiel.
Auf einer Fläche von 69,36 km² leben 482.688 Einwohner (Stand: Volkszählung 2011).